# In Only Seven Days
In Only Seven Days is een nummer van de Britse rockband Queen. Het is de achtste track op het zevende Queen-album Jazz, wat in 1978 verscheen. Het nummer is geschreven door bassist John Deacon. De hoofdpersoon van het nummer gaat een week op vakantie, waar hij een vrouw ontmoet. Het nummer is met een duur van 2:26 het kortste nummer van het album. Het nummer is uitgebracht als B-kant op de single Don't Stop Me Now en de Joegoslavische single Mustapha.